# Francisco Goenaga
Francisco Goenaga  nacido en Berriatúa (Vizcaya, España) en 1913. Fue un ciclista español, profesional entre los años 1934 y 1943, durante los que consiguió 9 victorias.
Era un corredor que logró la mayoría de sus victorias en pruebas regionales de un día. Es de destacar su victoria en el primer Campeonato de España de Ciclocrós celebrado tras la Guerra Civil en 1940.

## Palmarés
| 1935 - 2.º en el Campeonato de España de Ciclocrós 1936 - Markina 1938 - 2.º en el Campeonato de España en Ruta - Bilbao - San Sebatian - Bilbao, más 2 etapas | 1939 - Clásica de Ordizia - 1 etapa Vuelta a Alava - Donostia, Prueba Fortuna 1940 - Campeonato de España de Ciclocrós 1942 - Circuito de Galdakano |

## Resultados en Grandes Vueltas y Campeonato del Mundo
Durante su carrera deportiva ha conseguido los siguientes puestos en las Grandes Vueltas y en los Campeonatos del Mundo en carretera:
| Carrera         | 1934 | 1935 | 1936 | 1937 | 1938 | 1939 | 1940 | 1941 | 1942 | 1943 |
| --------------- | ---- | ---- | ---- | ---- | ---- | ---- | ---- | ---- | ---- | ---- |
| Giro de Italia  | -    | -    | -    | -    | -    | -    | -    | X    | X    | X    |
| Tour de Francia | -    | -    | -    | -    | -    | -    | X    | X    | X    | X    |
| Vuelta a España | X    | -    | 13.º | X    | X    | X    | X    | -    | -    | X    |
| Mundial en Ruta | -    | -    | -    | -    | -    | X    | X    | X    | X    | X    |

-: no participa

Ab.: abandono

X: ediciones no celebradas